# Kurgha (Parbat)
Pour les articles homonymes, voir Kurgha.
Kurgha (en népalais : कुर्घा) est un comité de développement villageois du Népal situé dans le district de Parbat. Au recensement de 2011, il comptait 2 926 habitants.